# Huangjia, Sichuan
Huangjia (kinesiska: 黄家镇, 黄家) är en köping i Kina. Den ligger i provinsen Sichuan, i den sydvästra delen av landet, omkring 170 kilometer sydost om provinshuvudstaden Chengdu. Antalet invånare är 48 774. Befolkningen består av 24 077 kvinnor och 24 697 män. Barn under 15 år utgör 20,0 %, vuxna 15-64 år 65 %, och äldre över 65 år 13,0 %.
Genomsnittlig årsnederbörd är 1 434 millimeter. Den regnigaste månaden är september, med i genomsnitt 295 mm nederbörd, och den torraste är december, med 19 mm nederbörd.